# G.I. Jane
G.I. Jane (La Teniente O'Neil en España, Hasta el límite en Argentina y México) es una película estadounidense de 1997, dirigida por Ridley Scott. Protagonizada por Demi Moore, Viggo Mortensen y Anne Bancroft en los papeles principales.

## Sinopsis
Debido a las presiones de la senadora del Congreso de los Estados Unidos, Lillian DeHaven (Anne Bancroft), la teniente Jordan O´Neill (Demi Moore) se convierte en la primera mujer de una unidad de los SEAL de la Marina de los Estados Unidos, llamada U.S. Navy Combined Reconnaissance Team. Nadie espera que triunfe bajo un régimen de entrenamiento tremendamente duro, que apenas la mitad de los reclutas masculinos consiguen finalizar. Sin embargo, Jordan O´Neil está dispuesta a demostrar que todo el mundo estaba equivocado.

## Reparto
- Demi Moore - Jordan O'Neill
- Viggo Mortensen - John James Urgayle
- Anne Bancroft -  Lillian DeHaven
- Jason Beghe -  Royce
- Daniel von Bargen -  Theodore Hayes
- Scott Wilson - Capitán Salem
- John Michael Higgins -  Jefe de personal
- Kevin Gage -  Max Pyro
- David Warshofsky - Instructor Johns
- David Vadim - Sargento Cortez
- Morris Chestnut - McCool
- Josh Hopkins - Ens. F. Lee 'Flea' Montgomery
- James Caviezel -  'Slov' Slovnik
- Boyd Kestner - 'Wick' Wickwire
- Angel David -  Newberry
- Stephen Ramsey -  Stamm

## Curiosidades
Demi Moore fue nominada para el Premio Golden Raspberry (Razzie)  1998 a la peor actriz.
En la entrega de los Oscar 2022, el comediante Chris Rock, que hacía de presentador, hizo una broma sobre la supuesta secuela de esta película a la esposa de Will Smith, Jada Pinkett Smith -quien tiempo antes había confesado padecer alopecia- en alusión a la cabeza afeitada de Demi Moore en la interpretación, por lo que el también nominado Smith se acercó al escenario y le dio una bofetada a Chris Rock, provocando un tenso momento durante la transmisión de la ceremonia.